# Le Robert Brio
Le Robert Brio ist ein allgemeines einsprachiges Wörterbuch der französischen Sprache mit einer besonderen Wortbildungskomponente. Sein Untertitel lautet: Analyse des mots et régularités du lexique (Wortanalyse und lexikalische Regularitäten). Als inoffizieller Untertitel steht auf dem Umschlagdeckel auch: Dictionnaire général et morphologique (Allgemeines und morphologisches Wörterbuch). Das Wörterbuch erschien 2004 als umgearbeitete Fassung des Wörterbuchs Le Robert méthodique von 1982. Herausgeberin beider Ausgaben war Josette Rey-Debove.

## Vorgeschichte. Wortbildung in der französischen Lexikographie
Das erste Wörterbuch der Académie française von 1694 war nach Wortfamilien geordnet. Eine 100 Seiten starke Wortbildungslehre von Arsène Darmesteter wurde 1900 erstmals dem Dictionnaire général de la langue française vorangestellt, kam aber im Wörterbuch selbst nicht zum Tragen. Das Gleiche gilt für den Grand Larousse de la langue française (1971–1978) mit 70-seitigem Wortbildungsvorspann von Louis Guilbert. Das erste moderne französische Wörterbuch, das die Wortbildung zum Anordnungsprinzip erhob, war 1967 unter der Leitung von Jean Dubois der Dictionnaire du français contemporain. 1980 publizierte Henri Cottez, Mitarbeiter der ersten Stunde von Paul Robert, im Verlag Le Robert einen Dictionnaire des structures du vocabulaire savant. Eléments et modèles de formation (Wörterbuch der Strukturen des gelehrten Wortschatzes. Elemente und Wortbildungsschemata). Der Robert méthodique von 1982 und sein Nachfolger, der Robert Brio von 2004, bauen auf dieser Tradition auf, bringen aber auch erhebliche Innovation.

## Das lexikografische Prinzip und seine Durchführung
In das ansonsten traditionelle Definitionswörterbuch (mit Beispielen) von 33 000 Einträgen ist eine vergleichende Wortanalyse eingebaut. Der Verlag gibt selbst als Beispiel die Wörter domaine, domestique, domotique und majordome an, denen das Wortbildungselement dom- („Haus“) gemeinsam wäre. 1856 solchen Elementen wird Artikelstatus gewährt mit Verweis auf die damit gebildeten Wörter. Von allen Wörtern, die mit Element gebildet sind, wird auf den Element-Artikel verwiesen. Zu Wörtern ohne Element wird die Etymologie angegeben. Das Ergebnis ist die äußerstmögliche Transparentmachung (oder Motivierung) des Wortschatzes. Die Wörter werden so weit wie möglich durchsichtig.
Da die Durchsichtigkeit des Wortschatzes ein graduelles Phänomen ist, wird an den Rändern die arbiträre Entscheidung des Lexikografen nötig. Der Brio sieht in domaine die Bedeutung „Haus“ realisiert, obwohl in keiner der Definitionen für domaine des Trésor de la langue française (als dem bedeutendsten Definitionswörterbuch des heutigen Französisch) das Wort maison vorkommt. (Deutsches Beispiel: Ist in gemütlich die Bedeutung „Gemüt“ realisiert?) Deshalb hat die Kritik bei Extrem-Analysen wie dem Element -ST- mit der Bedeutung „état déterminé, permanent“ (bestimmter permanenter Zustand), realisiert in stable, obstacle, prostate, apostat, station, stage, prestance, piédestal, rester, circonstance, extase, von „leerer Transparenz“ gesprochen.

## Nicht-Akzeptanz des Wörterbuchs
Der Robert Brio bzw. der Robert méthodique wurde von der Wörterbuchforschung begrüßt. Jean Pruvost sprach 2002 von einer „radiographie très pertinente de la langue“ (sehr relevantes Röntgenbild der Sprache), musste aber 2021 feststellen, dass der seit 40 Jahren erhoffte Verkaufserfolg ausgeblieben war.  Offensichtlich war das Publikum mit der lexikografischen Brillanz (Brio = Bravour), die das Wörterbuch sich schon im Titel zusprach, überfordert. Der Robert Brio (ausschließlich als Papierwörterbuch) ist derzeit (2022) für den relativ hohen Preis von knapp 40 Euro auf dem Markt.

## Ausgaben
- Josette Rey-Debove (Hrsg.): Le Robert méthodique. Dictionnaire méthodique du français actuel. Le Robert, Paris 1982. (1617 Seiten)
  - Weitere Auflagen: 1989, 1994; unter dem Titel Le nouveau Robert méthodique. 2003.
- Josette Rey-Debove (Hrsg.): Le Robert Brio. Analyse des mots et régularités du lexique. Le Robert, Paris 2004. (1897 Seiten)